# Кристяново (Куявсько-Поморське воєводство)
Кристяново (пол. Krystianowo) — село в Польщі, у гміні Бжузе Рипінського повіту Куявсько-Поморського воєводства.
У 1975-1998 роках село належало до Влоцлавського воєводства.